# Hovmod staar for Fald (film fra 1915)
 For alternative betydninger, se Hovmod staar for Fald. (Se også artikler, som begynder med Hovmod staar for Fald)
Hovmod staar for Fald er en dansk stumfilm fra 1915, der er instrueret af A.W. Sandberg efter manuskript af Armin Cyliax.

## Handling
Denne artikel mangler et handlingsreferat. Hjælp os med at skrive det.

## Medvirkende
- Oscar Stribolt - Peter Prunch
- Arne Weel - Hilmer, Prunchs søn
- Rasmus Christiansen - Otto Prunch, Peters bror
- Johanne Fritz-Petersen - Else Bache